# ساقدوش‌های داماد (فیلم)
ساقدوش‌های داماد (به انگلیسی: The Groomsmen) یک فیلم کمدی محصول سال ۲۰۰۶ به نویسندگی و کارگردانی ادوارد برنز است؛ که اولین بار در ۱۴ ژوئیه ۲۰۰۶ در شهرهای نیویورک و لس آنجلس اکران شد. فیلمبرداری در بسیاری از مکانها در جزیره سیتی، نیویورک انجام شده‌است.

## داستان
یک داماد و چهار ساقدوش‌اش در هفته منتهی به عروسی با مسائلی مانند پدر بودن، همجنس‌گرایی، صداقت و بزرگ شدن دست و پنجه نرم می‌کنند.
جسیکا کپشاو در این فیلم نقش کمی دارد. ناپدری او، استیون اسپیلبرگ، کارگردانی ادوارد برنز در نجات سرباز رایان را برعهده داشت.

## بازیگران
- ادوارد برنز در نقش پائولی
- جسیکا کپشاو در نقش جن
- اسپنسر فاکس در نقش جک
- جان لگویزمائو
- متیو لیلارد در نقش دز
- دانل لوگ در نقش جیمبو
- جی مهر در نقش مایک (پسر عموی پولی و جیمبو)
- بریتانی مورفی در نقش سو
- هتر برنس در نقش ژول
- جان اف اودونوهو در نقش پوپس (عمو پائولی و جیمبو و پدر مایک)
- جوزف اوکیف در نقش کشیش کاتولیک روم
- جو پیستون
- کوین کش
- امی لئونارد در نقش کریستال
- آرتور جی.ناسکارلا در نقش آقای بی
- شاری آلبرت در نقش تینا
- جانی ماهونی در نقش پدر پاولی و جیمبو (حذف شده از فیلم)